# 檀君朝鮮

檀君朝鮮

檀君朝鮮（だんくんちょうせん）は、神話上の檀君王倹が紀元前2333年に開いたという国の名称。朝鮮半島ではこの年を起点とする記述から計算して檀君の即位した年を西暦紀元前2333年とし、これを元年とする檀君紀元（檀紀）を定め、1961年まで公的に西暦と併用していた。一部では現在も使用されている。

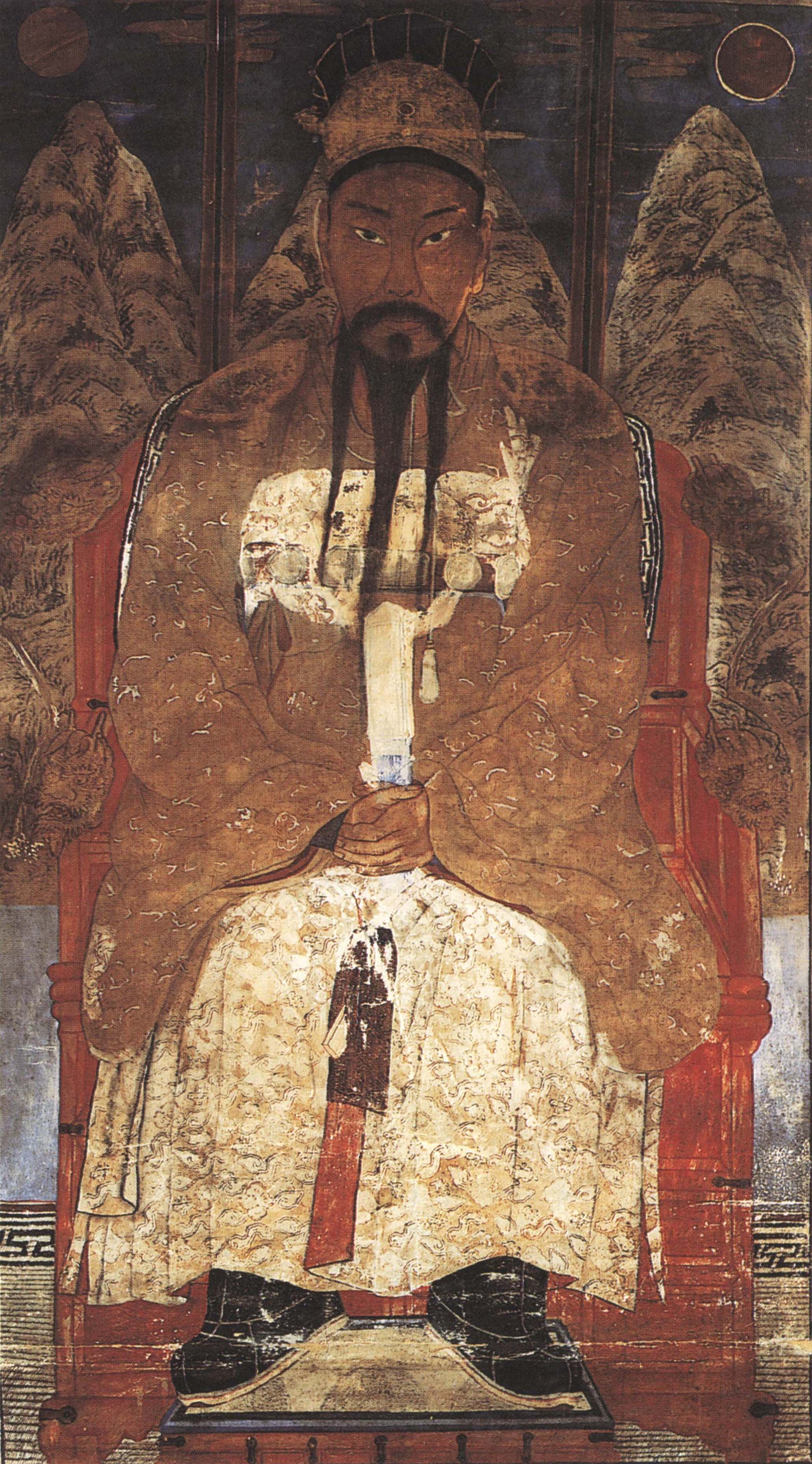
檀君

## 史料と内容

### 概要
高麗時代の一然著『三国遺事』（1280年代成立）に『魏書』からの引用とみられるのが、檀君朝鮮の文献上の初出である。『東国通鑑』（1485年）にも類似の説話が載っている。しかし引用元とされる『魏書』（陳寿の『三国志』や魏収の『北魏書』）などの中国の史書には檀君に該当する記述がまったくないので創作である。壇君という栄光の王が実在した、あるいは檀君が築いたとされる檀君朝鮮が存在したという証拠はほとんどなく、壇君が実在の人物だった可能性はゼロに近い、と研究者は語っている。また『三国遺事』以前の古書・古記録によっても実在を立証できないため、檀君神話を自国の朝鮮民族主義歴史学の拠り所としている韓国・北朝鮮を除いては、国際的には信頼性や価値がある文献とされていない。中国の史書にはまったく登場せず、初めて朝鮮の歴史書に登場するのも13世紀と遅く、「仏教の宗教説話」の一つとして出てくるだけである。通常は神話として扱われ、歴史事実とは看做されていない。また近年出現した偽書とされる『桓檀古記』『揆園史話』は『三国遺事』とは内容が異なっている。李栄薫は、「檀君神話は創作する過程において日本神話を借用しており、一面では対決した点とともに、他面では模倣した点がみられる」と指摘している。
「王倹」とは、中国の三皇五帝の堯の呼称であり、このことから、檀君は中国の三皇五帝神話の模倣であることがわかる。
『三国遺事』には、檀君朝鮮の最初の王である檀君と最後の王である否王及び準王だけが記録されており、その中間の記録がないため、檀君朝鮮の実在に疑問をもつ韓国の研究者も多い。なお、檀君と否王及び準王の中間の記録はまったくないわけではなく、『揆園史話』『桓檀古記』には、檀君朝鮮47代の王名が記録されているが、20世紀に創作された偽書である。
『三国遺事』は、中国の『捜神記』と酷似した史書とは名ばかりの多くの民間の奇怪な伝承を集めた怪奇歴史伝説の記録集という指摘があり、檀君について「怪奇小説記事のなかの開国始祖」という評がある。
『三国遺事』の檀君の建国神話は『朝鮮古記』を引用とするものであるが、檀君の建国神話は古代のオーラル・ヒストリーの一部である可能性が高く、その内容の多くは後世に追加されたものとみられる。
韓国の主流の歴史学界は、檀君を「創作された伝説」として否認しているという指摘もある。

### 『三国遺事』
『三国遺事』が引用するが現存していない「朝鮮古記」によれば、桓因（かんいん、桓因は帝釈天の別名である）の庶子である桓雄（かんゆう）が人間界に興味を持ったため、桓因は桓雄に天符印を3つ与え、桓雄は太伯山（現在の妙香山）の頂きの神檀樹の下に風伯、雨師、雲師ら3000人の部下とともに降り、そこに神市という国をおこすと、人間の地を360年余り治めた。
その時に、ある一つの穴に共に棲んでいた一頭の虎と熊が人間になりたいと訴えたので、桓雄は、ヨモギ一握りと蒜（ニンニク）20個を与え、これを食べて100日の間太陽の光を見なければ人間になれるだろうと言った。ただしニンニクが半島に導入されたのは歴史時代と考えられるのでノビルの間違いの可能性もある。
虎は途中で投げ出し人間になれなかったが、熊は21日目に女の姿「熊女」（ゆうじょ）になった。配偶者となる夫が見つからないので、再び桓雄に頼み、桓雄は人の姿に身を変えてこれと結婚し、一子を儲けた。これが檀君王倹（壇君とも記す）である。
檀君は、堯（ぎょう）帝が即位した50年後に平壌城に遷都し朝鮮と号した。以後1500年間朝鮮を統治したが、周の武王が朝鮮の地に殷の王族である箕子を封じたので、檀君は山に隠れて山の神になった。1908歳で亡くなったという。

### 『帝王韻紀』
高麗末期の李承休によって1287年に編纂された『帝王韻紀』には、桓雄の孫娘が薬を飲んで人間になって、檀樹神と婚姻して檀君が生まれたという。檀君は1028年後に隠退した。ただしこの書は散逸して現存していない。

## 檀君神話に対する評価
檀君神話には「平壌城を都とし、初めて朝鮮と称す」とあることから「王朝成立神話」に相当するが、「王朝成立神話」は、先に王朝が成立していることが前提となってつくられる。「王朝成立神話」の成立条件は、「王朝がすでに成立していること、王朝が成立しているばかりでなく、ある程度安定した政権が維持されていること、自分の政権以外にある程度強い力を持った政権が認識可能な範囲内に存在していること」であり、三韓時代は、高句麗や魏と丸都城・帯方郡を巡って抗争しており安定政権ではない。三国時代は、百済、新羅、高句麗、日本が朝鮮半島で抗争しており、三国時代に「王朝成立神話」を朝鮮の名において宣言するには相応しくなく、統一新羅時代は安定的な政権が約200年継続し、隣国の唐は揺るぎない安定を誇っており、統一新羅時代こそ「王朝成立神話」が醸造されるに相応しい。「王朝成立神話」の醸造時代は高麗でも有りうるが、10世紀以後における神話の成立は時代が降り過ぎている。
桓因が桓雄を人間世界に遣わすにあたり持たせた「天符印」の「印」とは御璽のことである。『説文解字』に「印、執政所持信也」とあり、「印章」とは、政治を執るものが信を明らかにするために所持するものである。『正字通』に「印、秦以前、民皆金玉為印、竜虎鈕、惟其所好、秦以来、天子始用璽、独以玉」とあり、天子が御璽を使用するのは秦代以後であり、檀君神話には「三つの印」「三危太伯」「率徒三千」「人間三百六十余事」などの三あるいは三の倍数に当たる数字が登場し、物語の作者あるいは伝承者は、「三」という数字に軽くない執着をもっている。『易経』に「有天道焉、有人道焉、有地道焉、三材而両之、故六、六者非宅也、三材之道也」とあり、この場合の「三」とは「天地人」であり、『説文解字』に「三、数名、天地人之道也、於文一耦二為三、成数也」とあり、段玉裁の注には「王下曰、三者、天地人也」とある。『説文解字』に「王、天下所帰往也、董仲舒曰、古之造文者、三画而連其中、謂之王、三者、天地人也、而参通之者也、孔子曰、一貫三為王」とあり、「三」という数字は、王為る者の象徴であり、「天地人」という概念が、「三」という数字に象徴され、この概念が定着するのは「天人相関説」を唱えた董仲舒の漢代になる。桓雄に与えられた「三つの印」は、桓因の信頼を証明する印、地上の支配を許されていることを証明する印、地上に生きる人を支配することを許されていることを証明する印をあらわし、それらはとりも直さず「天地人」という概念が裏付けとなっており、檀君神話の成立は漢代以前には遡らない。
檀君神話に登場する主命の「命」は「命令」を指しているとみられ、主病の「病」は漢人の古典『傷寒論』を思わせ、主刑の「刑」は諸子百家の法家・商子を思わせ、主善悪の「善悪」は儒教を思わせる。したがって、檀君神話の成立は、中国思想の朝鮮半島への伝播と熟成時間を考慮すると、中国の歴史で儒教が国是となった漢代経過後の六朝以後、王朝が一定の安定を経験した隋・唐程度まで降るとみられる。
檀君神話に登場する風伯、雨師、雲師という語は、『韓非子』に「風伯進掃、雨師灑道」とあるため秦代には風伯および雨師という語はあったものとみられ、『史記』には「時若薆薆将混濁、召屏翳誅風伯而刑雨師」とあり、『周礼』には「以槱燎祀司中、司令、飌師、雨師」とあるため、風伯および雨師は漢代には中原まで広がっていた概念とみられる。雲師は、『史記』に「（黄帝）遷徙往来無常処、以師兵為営衛、官名皆以雲命、為雲師」とあるため、風伯、雨師、雲師は北方では漢代以降に広がった概念とみられる。
檀君神話の後文にみえる主穀、主命、主病、主刑、主善悪などの表現は『周礼』などに登場する「司書、司会、司諫、司禄、司命、司庫、司刑」などの表現と非常に酷似しており、檀君神話は『周礼』を参考にしているとみられる。これらから檀君神話の成立時期を把握することができる。
姜孟山（延辺大学）などの中国の研究者は、檀君神話は神話であるという大前提から、当時の朝鮮族の政治・生活について以下の結論を導き出している。
1. 檀君は人間の王となったとはいいながら実際は天帝桓因の孫であり、自分の先祖を神格化するという後世人の作為が感じられる。
2. 天に源を置くというのは「敬天思想」であり、中国古代思想の影響が感じられる。
3. 「人獣交婚」などは古代社会の生活の一端を反映しているが、神話ではなく、ある種の物語性が感じられる。
4. 檀君神話に登場する桓雄が従えている風伯、雨師、雲師などの有り方は、当時すでに社会階級が成立していたことを示唆しており、権力機構の存在が裏付けになっている。
5. 主穀、主命、主病、主刑、主善悪などの名称は、権力機構のそれぞれの役割が明確化されている。
6. 主刑、主善悪などの表現は、すでに階級化した時代での社会秩序維持のための暴力機構である警察、軍隊などが存在し、この時代の階級社会が成熟したものであることを物語っている。
7. 社会の管理機構は、風伯、雨師などの天に関するもの以外では主穀がはじめに置かれており、当時農業生産が重要な地位にあったことを示唆し、穀物、もぐさ、ニンニクなどが農業生産の対象とされていることがわかる。

## 王倹について
平壌の古名として「王険」「王険城」が『史記』朝鮮列伝に出てくるのが初出であり、元来は地名である。12世紀の高麗時代に成立した正史『三国史記』高句麗本紀第五東川王の条には人名として王倹という語が出てくるが、平壌にかつて住んでいた仙人の名前としてであって、檀君という王がいたことは全く書かれていない。

## 中国地理書

### 管子
中国最古の地理書である『山海経』には「朝鮮」、『管子』には「発朝鮮」と言う国名、地名が書かれており、「朝鮮」という地名はすでに紀元前4世紀頃から有った事が確認されている。しかし具体的にいまのどのあたりを指していたのかは説がわかれるため、はたして特定の決まった地域を指していたのかどうかも判然としない。もちろん「檀君朝鮮」の記述はない。

## 現代の檀君朝鮮

### 後世の創作

#### 『桓檀古記』
1911年の偽書『桓檀古記』（かんだんこき）の主な檀君朝鮮関連を挙げる。
- 「三聖記」上編:桓雄までは『三国遺事』とほぼ同じ。桓雄の子ではない神人王倹が檀の木の岡に降り阿斯達を都とし朝鮮と号した。檀君王倹である。妻は河伯の娘。朝鮮から大扶餘と号した。47代2096年続いた。
- 「三聖記」下編:桓雄は桓因ではなく安巴堅の庶子。桓雄の息子の檀君王倹は有帳という名で別伝では倍達王倹といった。その子は居佛理のち18代居佛まで続いた。
- 「檀君世紀」:桓因の子檀君王倹の子孫47代世古列加までの史書
- 「太白逸史」の「三韓管境本紀」:桓雄の子ではない神人王倹が国を三韓に分け辰韓を治めた。桓雄は阿斯達を国とし朝鮮と号した。神人王倹は馬韓を熊伯多、番韓を蚩尤男（蚩尤の末裔という）に治めさせた。

この本は、超古代からの朝鮮半島の歴史を詳細に書き綴っているが、この本は書いたのが桂延壽という人であり、最初に出版されたのが1911年である点からも近代になって作られた話であるのが分かる。また、現行版の「桓檀古記」は1949年に書かれたもので、出版が1979年であった。内容をみると、清の嘉慶5年（1800年）に命名された「長春」という地名の表記があったり、男女平等、父権など、近代になってから登場した社会用語がそのまま使用されている等、明らかに20世紀に入ってから作られた偽書であることが確実視されている。要するに、明治にはいり日本が韓国を併合（日韓併合、明治43年）した後、朝鮮人の桂延壽が、日本の記紀を参考に、「朝鮮の方が日本の倍は古い歴史がある」と記述し出来あがったものであると考えられている。

#### 『揆園史話』
上古、朝鮮半島から満州・モンゴル・中国北部に至る広大な版図を誇った帝国「檀君朝鮮」があったと伝える偽書。1972年に韓国国立中央図書館古書審議議員の李家源、孫寶基、任昌淳3人が17世紀の著であることを確認する認証書を公表したというが根拠不明であり、偽書説を覆すものではない。

## 成立時代
武田幸男によると、檀君朝鮮（檀君神話、檀君説話）が登場したのは、『三国遺事』と『帝王韻紀』が著作される13世紀末期以前であり、『三国遺事』が拠る『古記』と『帝王韻紀』が拠る『檀君本紀』は『三国史記』より古く、『三国史記』が拠る『旧三国史』系統の記事であることから、11世紀以前とする見解が多く、契丹の高麗侵攻の頃に形づくられ、モンゴルの高麗攻略の際に高い関心を引いて、朝鮮民族が巨大な苦難に直面するときに、民族統合の精神的エネルギーとなった。田中俊明は、檀君朝鮮（檀君神話、檀君説話）はモンゴルの高麗侵攻時に、抵抗の拠り所とすべく成立されたとする意見を、外圧によってナショナリズムが覚醒するのは歴史の常としつつ、「檀君神話は、成立が少し遅れる『帝王韻紀』にもみえており、『三国遺事』とは別の典拠があったようにみえる。その典拠の成立は、少なくとも、10世紀までさかのぼらせることが可能であり、とすれば、あらたに形成された伝説であっても、モンゴル侵入とは無関係であったと考えざるを得ない。そしてその場合、民族自尊の意識という点では、契丹の侵入がその背景にあったとみなすことができる。ただし、モンゴル侵入期においても、民族統合のシンボルとして機能したことは十分に考えられる」とする。
矢木毅は、『漢書』地理志をはじめ中国史書にも檀君朝鮮に関する伝承はただの一言も触れられておらず、檀君朝鮮を伝える文献が存在しないことから、それらの史書が作られた当時は、檀君朝鮮の伝承が成立していなかったと考えるのが自然であり、檀君朝鮮の舞台は、太伯山と阿斯達であり、これらは平壌の周辺に存在するが、平壌の地は統一新羅の領域外であり、高麗の初代王王建の北進政策により、高麗の領域に入ったにすぎず、従って高麗中期に平壌に存在した土俗的な信仰から創出された後世の説話であることが「定説」となっていると述べている。
井上直樹によると、韓国において琵琶形銅剣と支石墓の分布範囲に基づく檀君朝鮮の研究成果からは、『三国遺事』と『帝王韻紀』にみられる檀君朝鮮記事は首肯しがたい状況であるという。日本では、檀君朝鮮（檀君神話、檀君説話）は平壌に伝わる信仰と仏教と道教要素が加味されたものであり、『三国遺事』と『帝王韻紀』は、『三国史記』が拠る『旧三国史』の檀君朝鮮記事を引用しているため、10世紀〜11世紀頃の契丹の高麗侵攻時代に形作られ、モンゴル軍の高麗侵攻時代など朝鮮民族が受難を迎えた時に民族統合のエネルギーとなったのが「通説」であり、「そこから歴史的事実を追究するのは困難である」と評する。

## 韓国・北朝鮮での捉え方

### 論点
李氏朝鮮時代、歴史家の間で確立された見解は、朝鮮の起源を中国の難民にさかのぼり、朝鮮の歴史を中国とつながる歴史の連続だと考えた。殷からの難民箕子が建国したとされる箕子朝鮮と新羅（新羅の前身辰韓は秦からの難民）はこのように価値づけられ、檀君朝鮮と高句麗は重要だとは考えられなかった。しかし1930年代に、民族主義的ジャーナリスト申采浩（1880-1936）の影響を受けて、中国人が建国した箕子朝鮮より、朝鮮の檀君朝鮮の方が重要視されるようになり、檀君朝鮮は民間信仰を、箕子朝鮮は儒教を背景にして、韓国では自国文化尊重ということから、民族文化を形成する檀君朝鮮がだんだん有利となる。申采浩にとって、檀君は朝鮮民族と朝鮮最初の国の創設者であり、朝鮮の歴史のために必要な出発点だった。
檀君を『三国遺事』の著者による創作だとする白鳥庫吉と今西龍による批判に対して、民族主義的歴史家崔南善は、日本神話は創作されていると批判した。申にとっては、檀君のような古代の人物が朝鮮を作った事は朝鮮が中国より古い事を証明し、檀君が中国を植民地化したとの架空の話は朝鮮が中国よりも優れている事を証明し、中国神話の皇帝と賢人は本当は朝鮮人だったと主張した。
北朝鮮学界の檀君朝鮮に関する見解は、「檀君神話は、たとえ幻想的な内容が盛り込まれていても、古朝鮮の建国過程が反映されている」というものであり、檀君神話にシャーマニズムの宗教観やトーテミズムの社会要素をみいだす李基白（朝鮮語: 이기백、西江大学）の主張に通じる。韓国の歴史教科書もこうした見解を反映しており、神話の人物である檀君を歴史的存在として認める2002年の第7次国定教科書改訂『国史』は、「神話は、その時代の人々の関心が反映されたものであり、歴史的な意味が込められている。これは全ての神話に共通する属性であり、檀君の記録も青銅器時代の文化を背景にした古朝鮮の成立という歴史的事実を反映している」と述べている。
韓国の国立中央博物館では、檀君が建国したとされる古朝鮮について、「歴史上、朝鮮半島に誕生した最初の国家」だったと説明され、館内表示には、古朝鮮は紀元前2333年から紀元前108年まで続き、中国の主要王朝と「互角に渡り合えるほどの勢力があった」と書かれており、史実であるとしている。この証拠として、青銅の短剣や陶磁器など、古朝鮮時代のものとされる遺物が展示されており、この時代の朝鮮半島に人の営みがあったことは事実と主張している。しかし、細部については、その真偽を問われており、政治的な意図によって歪められていると歴史学者は指摘している。この時代の朝鮮半島に、国家と言えるだけの規模があったかは、信憑性を問われている。

### 韓国の歴史教科書における檀君朝鮮
大韓民国教育部の韓国教育開発院が1999年に刊行した『日本・中国の中等学校歴史教科書の韓国関連内容分析』は、日本の教科書『日本史A』に対して、朝鮮史における最初の国家が古朝鮮であるにもかかわらず、朝鮮がはじめて登場するのは漢四郡であること、それは「結果的に朝鮮史の上限を引きずり下ろし、朝鮮の歴史がはじめから中国の支配を受けていたかのように暗示している」と批判している。『日本史B』も日本の朝鮮古代史研究の影響のため古朝鮮の記述はない。韓国の教科書の高等『国史』は、古朝鮮は紀元前2333年に成立し、その支配は中国遼寧から朝鮮半島まで及んでいたと記述され、古朝鮮の根拠を琵琶形銅剣の分布にもとめて、古朝鮮建国の根拠として檀君神話を紹介している。そのことから古朝鮮は韓国国民に広く知られている。『日本・中国の中等学校歴史教科書の韓国関連内容分析』は、望ましい『日本史A』として、韓国の『国史』には記述されているため、朝鮮半島にも旧石器時代から人が住んでいたこと、最初の国家である古朝鮮の実態を認定して、朝鮮の青銅器文化が日本の青銅器文化に影響をあたえたことを明らかにすること、としている。
中学『国史』では、神話である檀君が朝鮮最初の国家を建国したことを明示して、檀君神話を通して建国時の状況を推測できるとして、朝鮮最初の国家は農耕社会として成立したと叙述する。
高校『国史』は、檀君神話は朝鮮の始祖神話であるが、単なる神話ではなく歴史的事実を示すものであると叙述する。
高校『国史』は、朝鮮最初の国家は古朝鮮であると明言して、「わが民族」と檀君神話とを直接的結びつける。
1981年に大韓民国教育部長官の安浩相が1檀君と箕子は実在の人物2檀君と箕子の領土は中国北京まで存在した3王倹城は中国遼寧省にあった4漢四郡は中国北京にあった5百済は3世紀から7世紀にかけて、北京から上海に至る中国東岸を統治した6新羅の最初の領土は東部満州で、統一新羅の国境は一時北京にあった7高句麗・百済・新羅、特に百済が日本文化を築いたという「国史教科書の内容是正要求に関する請願書」を国会に提出した後に作られた、1982年『国史』から2006年『国史』までは、古朝鮮の建国は、「檀君王倹が古朝鮮を建国したとする」と『三国遺事』を引用して、歴史的事実である可能性を叙述する。しかし2007年『国史』からは、「檀君王倹が古朝鮮を建国した」とし、『三国遺事』からの単純な引用ではなく、歴史的事実として確定する。
2006年『国史』までは、紀元前10世紀に青銅器が伝来したが、古朝鮮は紀元前2333年に建国されたとして、古朝鮮は石器時代に国家が形成された世界でも例を見ない国家となる。2006年『国史』までは、檀君による古朝鮮建国は事実としつつも、紀元前2333年という建国年は容認しなかったが、2007年『国史』からは、青銅器伝来時期についての記述を通じて、檀君による古朝鮮建国のみならず建国年まで事実とする。2007年『国史』改訂について宋鎬晸（朝鮮語: 송호정、韓国教員大学）は、「韓国の考古学界では、典型的な青銅器遺物は紀元前10世紀より遡らないのが主流の見解」「朝鮮半島で紀元前15世紀に青銅器遺物が出土したとみることはできるが、それは、本格的な青銅器時代ではなく、本格的な青銅器時代は紀元前10世紀というのが歴史学界の主流の見解」であり、典型的な青銅器時代の遺物は、琵琶形銅剣、シャムシール、美松里式土器であり、青銅器が使用される時代を青銅器時代というべきであり、2007年『国史』改訂の根拠とした春川、晋州で出土した装身具では、本格的な青銅器時代とはいえず、旌善、春川の考古学遺物は発掘も終了しておらず、当然報告書もない。2007年『国史』改訂は、「中国の東北工程に対抗するため、自民族中心の歴史観に基づき、歴史の起源を遡らせ、中国と同時代に朝鮮に政体が出現した」という政治的意図があり、考古学界および歴史学界の主流の意見を反映していない。歴史教科書で檀君朝鮮の実在を主張するならば、『檀君朝鮮は、どんな人がどのように生活していたのか』を証拠に基づいて具体的に記述しなければならず、さらに、現在の歴史教科書で省かれ、疎かに扱われている箕子朝鮮・衛氏朝鮮も記述しなければならない」と指摘している。
小学『社会』では、青銅器を基礎に紀元前2333年に神話である檀君によって建国された古朝鮮が朝鮮最初の国家と明言する。このような教科書で学習した学生たちは、疑問を差し挟む余地なく神話である檀君と古朝鮮、その建国時期について史実と考えるようになる。大部分の学生たちは教科書を常に正しいと信じており、授業の評価方式は、教科書の内容を正確に覚えて正解を選んだものが高得点を得るようになっているからである。井上直樹は、檀君朝鮮は『三国遺事』によればそうなるだけであり、それが史実かどうかは別問題であり、『三国遺事』や『帝王韻紀』は史料批判・史料考証が必要であり、檀君朝鮮を『三国遺事』の神話に求め、そのまま認める教科書の記述は、史料考証に基づく既往の研究成果から導き出された結論か疑問だと批判している。

### 北朝鮮における檀君朝鮮
北朝鮮の建国者たちは当初、自らの表面的な社会主義イデオロギーと整合しない壇君伝説を迷信だと軽蔑していたが、その後、北朝鮮当局者は、あらゆる手を尽くして檀君神話を利用し、北朝鮮を支配する金一族は壇君伝説を継ぐ者であるという考えを確立しようとしている。
金日成は檀君の末裔を自任し「祖先の加護により（抗日パルチザンの）勝利を得た」と演説している。
北朝鮮が1993年に見つけたと発表した檀君の骨は、「電子スピン共鳴法」による年代測定で5011年前のものだと分かったために、檀君は実在の人物と発表された。ところが、5011年前では檀君神話に基づく檀君朝鮮の建国年と667年もの違いがある。加えて、年代測定に電子スピン法を用いたといっているが、その詳細な解析方法については詳細が公表されていない。つまりこれもでっちあげのねつ造話であると考えられる。また、1993年に檀君の墓を発見したと公言（実は高句麗時代の古墳）し、その地に「檀君陵」なるコンクリート製の建造物を建設した。
1993年8月31日の北朝鮮の日刊政府機関紙である『民主朝鮮』には以下のことが書かれている。

## 日本や中国やアメリカでの捉え方
- カリフォルニア大学サンタバーバラ校の裵炯逸は、檀君の人気は「今日の朝鮮の歴史学と考古学が超国家主義的になってきている傾向を反映している[41]」。20世紀の人種や民族の概念の古代の朝鮮への逆投影が、「檀君の作り話で満たされた矛盾する物語の複雑な寄せ集め、競合する王朝の神話、部族の仮想的な侵略、説明できない考古学的データが... 古代朝鮮の研究で事実とフィクションを区別することを事実上不可能にしている」と評する[42]。
- ジェームズ・マディソン大学のMichael J. Sethは、「極端なナショナリズムとカルトの最大の現れは、檀君（最初の朝鮮の国家の神話の創設者）に対する関心の回復であった... しかし、大部分の教科書とプロの歴史家は彼を神話とみなす」「南北朝鮮のどちらにおいても、（壇君神話は）朝鮮民族の独自性、唯一性、同質性、歴史の古さを強調するために利用されてきた」「実在の人物かどうかに関わらず、南北双方において、檀君は朝鮮民族の統一と独自性を強調するために使われている」と評する[43][5]。
- ハワイ大学マノア校のMiriam T. Starkは、「箕子が本当に歴史上の人物として実在していたかもしれないが、檀君はより問題がある」と評する[44]。
- トロント大学のアンドレ・シュミットは、「ほとんどの朝鮮史の歴史家は、檀君神話を後の創造と扱う」と評する[45]。
- ブリガムヤング大学のMark Petersonは、「檀君神話は朝鮮が（中国から）独立しているように望んでいたグループでより多くの人気となった。箕子神話は朝鮮が中国に強い親和性を持っていたことを示したかった人たちに、より有用であった」と評する[46]。
- ホーマー・ハルバートは、「選択が、それらの間でなされることになっているならば、檀君が、彼の超自然的起源により、明らかに箕子よりも神話の姿であるという事実に人々は直面する」と評する[47]。
- 北京大学の宋成有は、「1910年に日本が朝鮮半島に侵入した後に、韓国の歴史学者で亡命して中国に来た者たちは、侵略に抵抗するためナショナリズムを喚起し、歴史の中からそのような傾向をくみ取って、韓国の独立性を強調した。それらは韓国の歴史学界の中の民族主義史学の流派へと発展した。1948年の大韓民国創立の後、民族主義史学は韓国の大学の歴史学の三大流派の一つになったが、民間のアマチュア史学や神話や伝承や講談などの作り物と真実とを混同して、社会的な扇動におおきな力を振るっている」と評する[2]。
- 田中俊明は、「ここは、朝鮮民族の始祖とされる檀君の故地でもある。近年、その東の江東で『檀君陵』が発掘・整備され、その実在化が進んでいるが、明確な記録による限り、天帝の子と熊女との間に生まれた神人であり、神話として受け取るしかない」と述べている[48]。
- 岡田英弘は、「韓半島では、最初の歴史書『三国史記』から約100年後の13世紀になって、『三国遺事』という本が書かれた。これは、一然という坊さんが書いた本だが、このなかに、檀君という朝鮮の建国の王の神話があらわれてくる。この檀君は、天帝の息子で、それが地上に天下って、中国神話の帝堯と同時代に朝鮮に君臨し、1500年間在位して、1908歳の長寿を保ったということになっている。ご記憶の方もあるかと思うのだが、北朝鮮の金日成主席は、1994年7月8日に死んだ。その直前、この檀君の墓が北朝鮮で発見されたという報道があった。墓のなかには、身長が3メートルぐらいで、玉のように白くて美しい、巨大な人骨があったという。当時、朝鮮民主主義人民共和国が国力を傾けて、莫大な金をかけて檀君陵を建造したが、陵ができ上るのとほとんど同時に、金日成が死んでしまった。なぜ、神話中の登場人物である、檀君の遺骨をわざわざ見つけたか。それは北朝鮮の国是である主体思想のせいなのだ。朝鮮の起源は、中国に匹敵するぐらい古い。しかも、中国文明とは無関係に成立していたんだ、ということを言いたいがために、そういうものをつくったのだ」と評する[3]。
- 韓洪九は、「韓国では、単一民族という神話が広く信じられてきた。1960年代、70年代に比べいくぶん減ってはきたものの、社会の成員の皆が檀君祖父様の子孫だというのは、いまでもよく耳にする話である。われわれは本当に、檀君祖父様という一人の人物の子孫として血縁的につながった単一民族なのだろうか。答えは『いいえ』です。檀君の父桓雄とともに朝鮮半島にやって来た3000人の集団や、加えて檀君が治めていた民人たちの皆が皆、子をなさなかったわけはないのですから。彼らの子孫はどこに行ってしまったのでしょうか。箕子の子孫を名乗る人々の渡来から、高麗初期の渤海遺民の集団移住にいたるまで、我が国の歴史において大量に人々が流入した事例は数多く見られます。一方、契丹・モンゴル・日本・満州からの大規模な侵入と朝鮮戦争の残した傷跡もまた無視することはできません。こうしたことを考えれば、檀君祖父様という一人の人物の先祖から始まったのだとする単一民族意識は、一つの神話に過ぎないのです[49]」「いろいろな姓氏の族譜を見ても、祖先が中国から渡来したと主張する帰化姓氏が少なくありません。また韓国の代表的な土着の姓氏である金氏や朴氏を見ても、その始祖は卵から生まれたとされ、檀君の子孫を名乗ってはいません。これは、大部分の族譜が初めて編纂された朝鮮時代中期や後期までは、少なくとも檀君祖父様という共通の祖先をいただく単一民族であるという意識は別段なかったという証拠です。また、厳格な身分制が維持されていた伝統社会では、奴婢ら賤民と支配層がともに同じ祖先の子孫だという意識が存在する余地はないのです。共通の祖先から枝分かれした単一民族という意思が初めて登場したのは、わが国の歴史においていくらひいき目に見ても大韓帝国時代よりさかのぼることはあり得ません」「国が危機に直面したとき、檀君を掲げて民族の求心点としたのは、大韓帝国時代から日帝時代初期にかけての進歩的民族主義者の知恵でした」と評する[50]。
- 永島広紀は、「韓国では“史実”として扱われている5000年前の朝鮮民族の始祖とされる檀君についても、オフレコでは『そんなもの誰も信じていませんよ』と軽口を叩く。しかし、記録が残る場では絶対にそんな発言はしない。対日的な場での言論の自由がない国なんです」と評する[51]。
- 加藤徹は、「第二次大戦後に成立した大韓民国は、公用紀元として、檀君紀元（檀紀）を採用した。これは、朝鮮最初の王とされる檀君王倹が即位したとされる紀元前2333年を元年とする紀元である。檀君王倹は、神話的人物である。神の息子である桓雄と、熊が人間に変身した熊女のあいだに生まれた子とされる。日本の植民地支配を脱したばかりの韓国人にとって、日本の皇紀より古い紀元を使うことは、ナショナリズムの上から必要なことだったのかもしれない。」「東アジア三国のナショナリズムの流れを並べると、面白いことに気づく。後発の若い国民国家ほど、うんと背伸びをして、自国の歴史の古さを強調する。これは、『加上説』の理論そのままである。加上説というのは、江戸時代の学者・富永仲基が提唱した学説である。後発の新しい学派ほど、自説を権威づけるため、開祖を古い時代に求める傾向がある、という理論である。」「韓国人は、中国人よりも、さらに自国の古さを強調する。彼らは『ウリナラ半万年（われらの国は五千年）』という言葉を、好んで使う。自分たちは、日本や中国より古い民族なのだ、という矜持をこめて、ことさらに『万』という数字を入れ、五千年を『半万年』と称する。その実、南北に分断されている彼らは、いまだ国民国家の形成を実現できていない。そのため彼らのナショナリズムは、熱く、むき出しである。ヤマト民族は二千六百年、漢民族は四千年、朝鮮民族は半万年。しかし、近代国家としての年齢順は、この逆である」と評する[52]。
- 矢木毅は、高麗時代に女真が金を建国すると高麗は服属するが、属民視していた女真人に服属する事は屈辱以外の何物でもなく、高麗ナショナリズムが高揚する契機となる。高麗ナショナリズムの高まりの中で、民族の始祖としての檀君神話が誕生したと分析し[53]、檀君がツングース民族を従えて君臨するという檀君朝鮮の構図は、高麗人が、現実世界において屈服させられていた女真人の金に対する歴史的・文化的な優越感と表裏一体の関係であり、従って檀君朝鮮の伝承は、モンゴル帝国の支配に対する抵抗のナショナリズムが生み出したものと言うよりは、高麗時代前期の反女真人意識と自尊意識が生み出したと解釈するのが自然だ、と述べている[4]。
- 白鳥庫吉は、檀君朝鮮を「僧徒の妄説を歴史上の事実にした」ものだと主張した那珂通世の主張を支持している[54]。
- 林泰輔は、「その説が荒唐無稽で信じられない（其説荒唐ニシテ遽ニ信ズベカラズ）」と評している[55][56]。
- 武田幸男 編『朝鮮史』山川出版社〈世界各国史〉、2000年8月1日。ISBN 978-4634413207。には、「もとは平壌地方に伝わった固有の信仰であろうが、仏教的および道教的要素が含まれ、また熊をトーテムとし、シャーマニズム的な面もうかがえる複合的な神語で、かなり整合性につくりあげられたかたちになっている。その民族性をうかがうには、有効かもしれないが、それをとおして、歴史的事実を追究するのは容易ではない」とする[29]。
- 朝鮮総督府が編纂した『朝鮮史』の委員会において、崔南善は「正篇や補篇の形で檀君と箕子に関する内容を編纂したらどうか」「檀君と箕子に関するものはその史実だけにこだわらず、思想や信仰の側面で発展してきたことなどをまとめて別篇として編纂したほうがいいだろう」と意見をすると[57]、黒板勝美は「檀君と箕子は歴史的な実在の人物ではなく、神話の人物として、思想や信仰の側面で発展してきたわけだから、編年史として扱うのは無理だ」と応じた。対して崔南善は、「檀君と箕子が歴史的に実在していた人物なのか、神話の人物なのかは1つの研究課題にもなりますが、少なくとも朝鮮人の間では、これが歴史的事実として認識されてきたのです。しかし、本会が編纂する『朝鮮史』にこの内容を入れないということは、私たち朝鮮人としては非常に残念でなりません。ですから、本会編纂の『朝鮮史』が朝鮮人にあまり読まれていないわけです」と抗弁した。このように『朝鮮史』で檀君は非歴史的存在として扱われ、歴史上の居場所を失った[57]。
- 小田省吾は、「檀君朝鮮が半島古代史の一時期を画したと主張するのは、正しい歴史研究として認められない」と評しており[55]、正史である『三国史記』（1145年）に記載がないこと、檀君を確認できる史料が13世紀の仏僧による『三国遺事』（1281年）しかないことなどを、否定の論拠としている[58]。
- 旗田巍は、稲葉岩吉が満鮮史の立場上、朝鮮の歴史の「自主的発展」を認めず、朝鮮歴代の王家は、満州あるいは大陸からの敗残者が朝鮮に逃げこんだものであり、檀君神話に基づく「民族的主張」に反対したと批判している[59][60]。

- 藤永壮は、衛氏朝鮮は実在したが、檀君朝鮮と箕子朝鮮は説話的要素が強いと分析する[62]。
- 今西龍は、白鳥庫吉と那珂通世の檀君神話の否認を継承して、1925年に起工した朝鮮神宮に檀君を合祀すべきという議論に異を唱え、「檀君を日本のある神格と合祀しようとする妄挙を慨嘆し」「檀君という方は日本となんら関係がない」と強調した[63]。今西龍は、自身の檀君に関する考察結果をまとめ、次のように述べている[60]。「而して特に注意すべきは檀君は本来、扶餘・高句麗・満洲・蒙古等を包括する通古斯族中の扶餘の神人にして、今日の朝鮮民族の本体をなす韓種族の神に非ず。彼の父母の一を神とし、他の一を獣類とする伝説は、仏教的装飾や道教的影響に依りては決して生ずるものに非ずして通古斯民族の祖神に特有なるのものなりとす。檀君の前身者たる仙人王倹を楽浪・帯方漢人の祀神に統を引くものに非ずして、高句麗人の祭りし解慕漱なるべしと推定するの外なきは実に此一点にあり。父母のいずれかを獣類とするは、日韓民族の神には見るべからざるものなり」[64]。このように今西龍は、檀君を「扶餘の神人」であるとして、「今日の朝鮮民族の本体をなす韓種族の神」ではないと述べている[60]。
- 宝賀寿男は、「檀君朝鮮という国の実在性が直ちに認めがたいのは、その歴代の王名が朝鮮半島の資料に全く伝わらない事情にあるからである。檀君の異例な長寿は別としても、檀君以外の王名が、滅亡（隠退）時の王でさえ知られない。檀君には夫婁という子があったともいうが、せいぜいがその限りであり、神話的な始祖だけの国は存在が信じられない」と指摘している[65]。
- 石平は、「朝鮮半島最初の王朝・衛氏朝鮮は中国人が建国したという史実や、朝鮮の歴代王朝が中華帝国の属国となり続けたことの劣等意識から、韓民族は建国物語『檀君神話』を生み出した」と指摘している[66]。
- 倉山満は、「韓国史は、檀君伝説から始まります。内容を簡単に説明すると、『神様が熊と虎に求婚されたので熊を選び、人間に姿を変えて結婚し、生まれた子供が檀君という古朝鮮建国の祖である』という話です。紀元前2333年檀君朝鮮を建国したことになっており、箕子朝鮮・衛氏朝鮮と合わせて古朝鮮と呼びます。もちろん、神話なのでまともに批判しても仕方ないのですが、『中国の堯・舜時代と同じく長い伝統を持っている。（申瀅植『梨花女子大学校コリア文化叢書 韓国史入門』p19）』と考えるのが韓国人です[67]」「中国は、日本の『皇紀2600年』やエジプトの『3000年の文明』に対抗するかのごとく、『3000年』『4000年』と歴史を増やしています。最近では5000年を超え、ついに『6000年』と言い出しました。これは北朝鮮や韓国が『檀君5000年』を主張しているからです。『儒教文化』の中華帝国を父と敬う姿勢は、『2000年の遺伝子』として受け継がれていますが、ただ、そうした"中華様"への従属姿勢の反面、韓国人の意識のなかに反発というもう一面があることを見逃しては、理解が不十分になってしまうでしょう」と評する[68]。
- 宮脇淳子は、一然が檀君神話を創った意図を「『三国遺事』が書かれた13世紀後半というのは、ちょうど朝鮮半島がモンゴル人の支配下に入った時期だったからです。それまで30年の間に6回もモンゴル軍に高麗全土を荒らされていた間、高麗王と政府は江華島に逃げこんでいました。しかし、実権を握っていた武人がとうとうクーデターで倒されて、高麗王は太子をモンゴルに派遣しました。高麗の太子（後の元宗）の息子は、フビライの皇女と結婚し、これ以後、代々の高麗王の息子はモンゴルの皇女と結婚して元朝皇帝の側近となり、妻方でモンゴル風の生活をしました。そして、父王が亡くなった後に高麗に戻って即位したのです。高麗王室は残されたものの、朝鮮半島の統治のために征東行省が置かれ、高麗は実質的には元の一地方に成り下がりました。こうした中、食料や毛皮、あるいは人間まで様々なものが収奪されても、文句ひとつ言えなかった。そうした惨めな状況から、朝鮮の民族主義を鼓舞する意図があった」と述べている[69]。
- 浦野起央は、「高句麗は、朝鮮半島とも漢民族の歴史とも関係のない異民族が建国した国家である。それを中国は、高句麗史を中国の地方政権の歴史として、韓国の歴史認識を封じ込めんとした」として、「高句麗が領土としていた朝鮮半島北部地域が中国人が建国した箕子朝鮮・衛満朝鮮の故地であり、漢四郡（楽浪郡・臨屯郡・真番郡・玄菟郡）が所在した地域であることから、韓国・北朝鮮が歴史事実による檀君神話をもって建国ナショナリズムの発揚と接合して歴史認識を確認」し、「韓国は、建国神話と歴史事実を混同させつつも、現在の政治イデオロギーを抑え込もうとすることへの対決と走った」と述べている[70]。
- 李鍾旭（朝鮮語: 이종욱、西江大学）は、「檀君朝鮮は、20世紀のはじめ、侵略に抵抗するナショナリズムにより、創作された歴史[71][72]」「建国神話は建国過程を神話化･説話化したものであり、そのまま歴史として受け入れることはできません。しかし、神話を歴史的な話に転換する必要があります。檀君神話では檀君は1908歳まで生きていた。もちろん歴史的事実とみなすことはできません。ここでは、檀君が一人ではなく、少なくとも数十人いたという解釈が可能となるでしょう。このような神話的年代を歴史的年代に変換する作業が必要になります[73]」と述べている。
- Lee Chung Kyu（朝鮮語: 이청규、嶺南大学）は、「壇君は神話だ」として、壇君神話は、時として悪用され「排外主義や極端なナショナリズム」につながっており、「古朝鮮の初期は国家として認識できず、特に同質民族による国民国家ではない」と語っており、この時期はむしろ、氏族・部族社会の特徴が強かった可能性が高く、統一された王国の形成は、そのかなり後になってからだ、と指摘している[5]。
- 李鮮馥（朝鮮語: 이선복、英語: Yi Seon-bok、ソウル大学）は、「われわれはよく、われわれ自身を檀君の子孫と称し、5000年の悠久な歴史をもつ単一民族であると称している。この言葉を額面どおり受け入れれば、韓民族は5000年前にひとつの民族集団としてその実体が完成され、そのとき完成された実体が変化することなく、そのまま現在まで続いたという意味になろう。しかしこの言葉は、われわれの歴史意識と民族意識の鼓吹に必要な教育的手段にはなるであろうが、客観的証拠に立脚した科学的で歴史的な事実にはなりえない」と述べている[74][75]。
- 鄭安基（高麗大学）は、「果たして民族意識が皇民化政策によって、そんなにもたやすく抹殺されるものなのか、についても疑問です。実は民族とは、二〇世紀初葉に朝鮮人が日本の統治を受けるようになってから発見された、想像の政治的共同体です。実体性が欠如した想像の集団意識であるため、民族はむしろ強靭な生命力を持っています。我々は檀君を始祖とした拡大家族としての運命共同体だ、という歴史意識がまさにそれです。朝鮮人は、植民地期を経ながら民族としての『正体/民族的アイデンティティ』を発見し、彼らの歴史と伝統文化に対し自負心を持ち始めました」「そのせいか一九四〇年に朝鮮総督府は、『風俗・慣習・言語・意識の次元にまで及ぶ朝鮮人の完璧な皇民化は、少なくとも三〇〇年の歳月を要する至難の課題だ』と言っています。一朝一夕に朝鮮人の強固な民族意識をそぎ落とし、日本人に改造することはできない、と見たのです。それで皇民化政策は突飛にも、多くの朝鮮人にとってまだ馴染みのなかった檀君神話をはじめ、新羅の花郎や朝鮮王朝期の李舜臣などを呼び出し、朝鮮人の民族意識を鼓吹しました。民族の神話・叙事・英雄を通し、砂のように散らばった朝鮮の民衆を帝国の国民に統合しようとする努力でもありました。総督府の皇民化政策を朝鮮民族の抹殺政策と見なすことほど、歴史の複雑な実態と矛盾を単純化する稚気はありません」と述べている[76]。
- 李基白（朝鮮語: 이기백、西江大学）は、「天帝の息子である桓雄が人間になることに成功した熊女と結婚して檀君を産んだという記録は歴史ではなく神話です。神話はそれが創作された理由があり、その創作された理由をみつけるのが歴史家の使命です」「神話のなかから民族的自尊心をみつける必要性を探していた時代は過ぎ去った過去です。また、歴史が古ければ民族の自慢になるというものでもなく、神話を精神的玉座に奉っても民族意識が高まることもない」と述べている[8]。
- 李基東（朝鮮語: 이기동、成均館大学）は、「檀君は神話である」と評している[77]。
- 許東賢（朝鮮語: 허동현、慶熙大学）「韓国は檀君を先祖とする純粋血統の言語と文化をもつ韓民族だけで成立したという単一民族意識は、光復後、小・中・高等学校の教科書を通じて繰り返し学習されてきたことで、市民の歴史的記憶となった。 したがって、『韓国の歴史は何年ですか』という質問に、『5000年』と気兼ねなく回答するほど、韓国人は檀君の子孫であるという単一民族意識は超歴史的実体として、神話化された集団記憶（collective memory)として存在する。しかし、1990年代以後、『民族』という概念が近代に入って想像された『想像の政治共同体』に過ぎないという『脱民族主義』が韓国の知識人社会で台頭し、絶対的権威を享受していた単一民族意識にひびが入り始めた」と評している[78]。
- 宋鎬晸（朝鮮語: 송호정、韓国教員大学）は、徐居正（中国語版）らが著した『東国通鑑』が中国北宋の司馬光の『資治通鑑』を参考にして、堯の即位を紀元前2357年に設定し、堯の即位より25年後の紀元前2333年に檀君が古朝鮮を建国したと設定したのであり、檀君朝鮮の建国年代に具体的な根拠があるわけではなく、檀君建国年代としては意味がないと指摘している[79]。
- 盧泰敦（朝鮮語版）（朝鮮語: 노태돈、ソウル大学）は、檀君を朝鮮の歴史における建国始祖として認識したのは高麗後期であり、モンゴルの高麗侵攻により、国土が蹂躙され、高麗は三韓それぞれの民族意識を統合し、「三韓すべてが古朝鮮から誕生した同族の歴史共同体」という民族の象徴として檀君を強調した[80]。したがって、日本の植民地時代に民族主義者が檀君を強調したのは、民族を統合するためだった[80]。しかし、韓国の現代社会では、合理性と客観性にそぐわない、すなわち国家主義・全体主義の強化のための記号として檀君を利用するのは歴史の反動でしかなく[80]、檀君朝鮮が紀元前2333年に建国したというのは、中国の堯と同時代に朝鮮に国家が存在し、朝鮮の歴史が中国の歴史に劣らないほど永いということを主張するためであり、歴史的事実ではなく、朝鮮上古の紀年を間延びさせているに過ぎず、「紀元前2333年という檀君朝鮮建国年代は、考古学調査による青銅器文化をみたときに、紀元前10世紀前後でしかない」と主張している[81]。
- 李基東（朝鮮語: 이기동、東国大学）は、「北朝鮮は1980年代以前は、檀君神話は奴隷所有者階級が奴隷の搾取を正統化するためにつくられた社会思想と規定したが、1993年の檀君陵の発掘以後、檀君を民族の始祖として奉じているのは、北朝鮮の現政権を正統化する意図が隠されている」と指摘した[81]。
- 徐永大（朝鮮語: 서영대、仁荷大学）は、「神話は架空、歴史は真実」という二分法を批判、「檀君の伝承が神話的な形で表現されたのは、古朝鮮の権力を正統化する意図がある」とし、桓雄が天から降りてきたのは種の移動を反映、桓雄と熊女が婚姻して檀君を産んだのは、先進的移民勢力と後進的土着勢力が連合して古朝鮮が誕生したことを意味し、古朝鮮の始祖を神聖視し、支配を正統化する意図があると解釈する[81]。
- 鄭早苗は、「日本でも昨年からこの檀君が実在したというニュースは在日韓国・朝鮮人の間でも話題になっている。今から四三二七年前に檀君が古朝鮮で即位したということは『東国通鑑』などで知られ、檀君は『三国遺事』ではじめて登場して以来、古朝鮮の開祖として親しまれ、今も韓国の新聞で檀君紀年が西暦と併記されているほどであるが、誰も実在の人物とは考えていなかったであろう。檀君陵の真偽はともかくとして、北朝鮮が国家的威信をもって公表した檀君実在説は、神話が形成される社会的状況と政権担当者の史観を検討する上で、現代の私達に示唆を与えているように思われる。北朝鮮の首都平壌は朝鮮民族史にとって古代から発展の中心であったとみなすことが、南北統一にとって必要な論理であると北朝鮮では考えられているのかも知れない。しかし文献から見れば、古朝鮮時代の民族構成だけでなく高句麗の民族構成も不明のままである。発掘されたという『檀君陵』のある平壌は高句麗第二の王都であった中国吉林省集安から四二七年に第三の王都として移され、六六八年に高句麗が滅亡するまで首都であっただけでなく、その後の韓国・朝鮮史のなかでも都市として重要な位置を占めてきた。高句麗や古朝鮮の地域はかつて東夷と呼ばれて来た所で、夫余、挹婁、粛慎、東沃沮、濊、辰韓、弁辰、馬韓、加羅、百済、新羅、倭等多くの民族や国が存亡してきた複雑な歴史が記録されている。文献では檀君伝説は十三世紀末の『三国遺事』以前の記録がないため、いわゆる檀君朝鮮は東夷伝のなかには含まれず、韓国・朝鮮史は箕子朝鮮、衛満朝鮮から始まり、漢の四郡の時代から玄菟郡下の県名のひとつとして高句麗の名称が記載され、その後、高句麗の建国から三国時代に入っていく。朝鮮半島中南部の百済、新羅は韓族が主たる住民であったと考えられるが、高句麗は多民族が雑居し、また王系も夫余系であるなど複雑である」と評する[82]。
- 宮脇淳子は、「紀元前1世紀の『朱蒙』の時代の話ですら神話の域を出ないのに、何千年も前の話などとても史実と呼べるはずがありません。『三国史記』には檀君神話なんて1行も記述がなかったのに、13世紀に突然現れたのです」と指摘している[83]。

## 日本における檀君研究史
1667年に徳川光圀の命で刊行された『東国通鑑』の和刻版の序文で林鵞峰は、檀君を朝鮮の祖としながらも、素戔烏尊を三韓の一祖として、日本と朝鮮を同一視する。これによって江戸時代には、檀君＝素戔烏尊という主張が多くみられる。
落合直澄は、「五十猛神ト檀君トハ同神ニシテ素盞鳴神ノ御子ナル」と述べており、檀君を素盞嗚神の息子である五十猛神と主張している。1667年に刊行された和刻版『東国通鑑』に、林鵞峰が書いた序文「鴻荒の世に在りて、檀君、其の国を開く…我が国史を言えば、これ則ち韓郷の島新羅の国また是れ素戔烏尊の経歴する所なり。尊の雄偉、朴赫・朱蒙・温祚が企て及ぶ可きに非るときは、則ち推め三韓のこれ一祖と為せんもまた、誣しいたりとか為せざらんか」とあることから、落合直澄の「檀君＝素盞鳴神の息子五十猛神」という主張は、林鵞峰の「素盞鳴神＝三韓の一祖」から導き出したとみられる。落合直澄は、江戸時代の史書『日本春秋』において、朝鮮では「伊檀君曽（いたきそ）」が檀君を指し、檀君の別称が「新羅明神」「日韓神」としていることを根拠に、檀君を「太祈（たき）」と称し、五十猛神の別称が｢伊太祈曽」「韓神曽保利」であることから、檀君と五十猛神は同一神であると主張した。
林泰輔は、｢其説荒唐ニシテ、遽ニ信ズベカラズ…或人曰ク…五十猛神、一名ヲ韓神ト云ヒタレバ、事實大略符號セリ、亦牽強ニ近シ｣と述べており、朝鮮に興った最初国家は箕子朝鮮であり、朝鮮の歴史は、朝鮮に亡命した箕子に始まり、衛満と漢四郡の中国人国家、続く新羅・高句麗・百済、高麗、李氏朝鮮と列記している。また朝鮮の政体が、帝や崩や陛下を使用しないことで中国に対して｢王国ノ礼｣をとり、年号も中国のものを踏襲しており、朝鮮は｢真の独立国｣とはいえないと指摘、檀君を「荒唐無稽な説」「にわかに信ずるべきではない｣とし、落合直澄が主張する「五十猛神＝檀君｣を「道理に合わないことを無理にこじつけているのに近い｣と否定した。
吉田東伍は、『日韓古史断』（1893年）において、「朝鮮の古史全く欠け、後人強説して錯乱最甚し」「韓史開国の最古を談し、檀君首に出て平壌に都邑す、是れ帝堯戊辰の歳なり…決して信すへからす…後世に至り其の草昧を談して之を神にしたるのみ」と記し、檀君を「決して信すへからす」と断じ、 「紀元前三世紀」にあたる「本邦記事」において、「二尊初めて国土を平定せらる」「天祖照臨せらる」「素戔嗚尊韓郷に行かせらる」「天日槍辰国より来帰す｣と記している。
白鳥庫吉は、｢（『魏書』）事蹟をして一層妄誕ならしめ爾も其の妄誕なる丈に還てその本色を露呈せる古記の存するをや。そは『三国遺事』巻一に載せたる檀君の伝説とす」「初の古記に仏説を付会して益々事実を妄誕ならしめたる者と解する人もあらん…深く此伝説の性質を考ふるに妖怪妄誕を極めたる『遺事』の記事が還てその本色を顕すものにて彼の省略に従へるは史家が事実を真しやかに書き伝へんが為めに故ざと怪しき部分を削除せし者なり。蓋し檀君の事蹟は元来仏説に根拠せる架空の仙譚なればなり」「朝鮮の古伝説の中にて、最も妄誕を極めたるは檀君の伝説とす。檀君の事は漢史に見えず、さるを『三国遺事』巻一には、『魏書』に乃往二千載、有檀君王倹、立都阿斯達、開国号朝鮮、與高同時。とある由を知るせるは如何にや」と述べている。白鳥庫吉は、仏教思想を詳細に分析し、 ｢檀君の事跡は元来仏説に根拠せる架空の仙譚」「檀君の事は全く仏説の牛頭旃檀に根底せる仮作譚なり」「檀君の伝説愈々仏説の仮作譚と定まる」「檀君の伝説は当時の思想を彰表する歴史上格好の記念物」「朝鮮の古伝説の中にて、最も妄誕を極めたるは檀君の伝説とす」と結論付けている。
那珂通世は、「三国史記ニ次ギタル朝鮮ノ古史ハ、三国遺事ナリ…書中ノ記事ハ、怪詭神異ノ談ノミ多ケレドモ、東国通鑑ニハ往々之ニ拠レル所アリ…朝鮮ノ世ニ至リテハ、吉昌君権近ノ東国史略、達城君徐居正等ノ東国通鑑某氏ノ東史宝鑑ノ類アレドモ、三国時代ノ事ハ、皆三国史記ヲ節錄シタルニ過ギザレバ、異聞ヲ広ムル所、殆ト無シ」「（『東国通鑑』）発端ニ記シタル檀君ノ伝記ノミハ、漢史ニ本ヅキタルニ非ズシテ、全ク朝鮮人ノ作リタル者ナリ」「（『三国遺事』）檀君ノ名ヲ王倹トシタルハ、平壤ノ旧名ナル王険ノ険ノ字ヲ人扁ニ易ヘタルナリ。此伝説ハ、仏法東流ノ後、僧徒ノ捏造ニ出デタル妄誕ニシテ、朝鮮ノ古伝ニ非ザル事ハ、一見シテ明カナリ…（『東国通鑑』）全ク僧徒ノ妄説ヲ歴史上ノ事実ト為シテ、之ヲ節録シ、唯其ノ在位ノ年数ハ、権近ノ東国史略ニ拠リテ、千四十八年トセリ。其ノ条下ニ史臣ノ案ヲ記シテ、『前輩以謂、其曰千四十八年者、乃檀氏伝世歴年之数、非檀君之寿也、此説有理』ト云ヒタレドモ、『載籍無徴』ト云ヘル時代ノ事ニシテ、証トスベキモアルニアラズ。且後世ノ僧徒ノ妄説ニ就キテ、強テ理解ヲ下サント欲スルハ、甚謂レナキ事ナリ」「檀君ノ伝記ノミハ漢史ニ本ヅキタルニ非ズシテ全ク朝鮮人ノ作リタル者ナリ」「此ノ伝説ハ、仏法東流ノ後、僧徒ノ捏造ニ出デタル妄誕ニシテ、朝鮮ノ古伝ニ非ザル事ハ、一見ニシテ明カナリ」として、檀君を批判した。 
坪井九馬三は、「本書の記事に妄説多しとて朝鮮に於ても本邦に於てもとかく世の史家より擯斥せらるゝ例なれと本書の坊主臭きは誠に己を得さる事情に出るなり即本書の多く集めたる新羅の伝説は其実質に於て既に坊主臭く撰述者は無垢の坊主固より臭く撰述年代又無比の仏教熱に浮かされたる時にて其臭きこと言ふを待たす…新羅の文化は仏教の伝来に萌し智証王の世初梁始て有史時期に入り王の子法與王の時仏教弘揚に連れて文化興り法與王に続きて立ちたる姪真與王の六年に始て国史を修めしめ…然れとも仏教の紹隆に国家の勢力を糜して遂に邦家為に覆り後高麗続きて起りしも積弊の伏在する根抵を察するに能わす旧に依り『弘揚仏法以維持馴致邦家之怗泰』せんとせること実に忠宣王の言の如し之を以て新羅の古伝説は仏教伝説の換骨脱体となり新羅の文学は概ね僧徒の手に成り…新羅文学の大勢は大略上に述へたるか如し其技芸に於ても亦然るに似たりされは新羅古伝説は之を極言すれは猶ほこおるたあるのこときかこおるたあるのものたる奇臭を放ち汚穢太甚しく棄てんにも処なきに苦む始末なれと精しく之を分溜する時は貴重なる薬品有益なる燃料を得へし新羅古伝説も之に類し一読近き難きやに見ゆれと能く分溜せは純粋なる古伝を収めて新羅古代の人情風俗を察すへく以て新羅史の基礎を置く材料に充へからん然れとも余は未た新羅古伝説を分溜したるに非す唯理論としてかくいふのみ白鳥庫吉氏は曾て分溜に着手せられたることあり其檀君考、朝鮮古伝説考、朝鮮古代諸国名称考、朝鮮古代地名考、朝鮮古代王号考、朝鮮古代官名考等皆氏の分溜成蹟を報するものなり世の朝鮮古伝説分溜に志ある士は就て精読し給ふへし」と述べており、新羅古伝説にまとう坊主臭は、コールタールのようなものか、あるいはコールタールそのものの異臭を放ち、汚れが甚だしいが、貴重な薬品と有益な燃料を得て、分別蒸留をおこなえば純粋な古伝が抽出されるとする。
三浦周行は、檀君神話の成立過程において「民族自決」的意志が働いたと指摘しており、「朝鮮が北方支那の移民の間に発生した箕子伝説を採用して其事大心を表現させつゝも、尚ほその間自ら抑へ難き独立自尊心の閃きと共に、宗主国に対する軽き反抗心を起して之を満たさんが為に、こゝに檀君伝説の生れた経路を認めることが出来る。檀君を以て殊更に唐尭と同じ時代の神人とし、又自ら朝鮮と号したとする中にも見え透いた作為と包みきれぬ誇りとが窺はれる」と述べている。
高橋亨は、「檀君を以て或は帝釈の孫となし、或は朱蒙となし、或は夫婁の父となすは、何れも後世の添加せる粉飾にして、本伝説の原形は単に北朝鮮最初の君長に檀君なる者あり、妙香山に降りて神徳を以て民を治めたりと云ふに過ぎざるなり。果して然らば檀君は北朝鮮の伝説の祖王なれども、南朝鮮とは何らの関係なし。南朝鮮人は宜しく新羅の始祖赫居世を以て祖王となして崇拝し祠祭すべきものなり。檀君教に於て檀君を以て全朝鮮民族の始祖と立つるは、尚史上其証拠を発見する能はざる所に属するなり」と述べており、「伝説が益々発展するに従て益々小説的色彩に濃厚」となったのは、「後世の添加せる粉飾」であり、檀君を帝釈天の孫にするという発想は、仏教伝来後の脚色であって、檀君伝説が発生したと考えられている古朝鮮においてはありえないとする。
小田省吾は、「この伝説を読む時は、何人と雖も其の内容が仏教に関係のあるものであることは、直ちに知ることが出来るであらう…李栗谷は『檀君の首出文献稽うる無し』…李星湖は『その説、皆信ずべからず。其の桓雄桓因等、荒誕棄つるべし』…安鼎福は『按ずるに東方古記等の書言ふ所の檀君の事皆荒誕不経、…其の称する所の桓因帝釈は法華経に出づ。其の他称する所は皆是れ僧談』と謂ひ、…韓致大淵…尹廷琦等、李朝の学者は各時代を通じて、其の仏説に依つて捏造せられた取るに足らざることを言はないものはない位である。内地の学者の中でも、那珂博士の如き、白鳥博士の如き大家が、いづれも皆仏説より出でたるもので、取るに足らざることを論ぜられて居る…今日猶ほこの伝説が朝鮮人間に比較的強き信仰を以て、知識階級の間にも唱導せられて居るのは何故であるか」「李朝が高麗人の民心を得る政策としても、高麗人の信じ来たる檀君を尊崇して棄てなかつたことは、これ亦然るべきこと存ずるのである。併しながら韓国併合の結果、内鮮一家をなしたる今日に於て此の檀君崇拝を如何に取扱ふべきかは更に一箇の別問題となるのであつて、之は行政方面とも関係のあることであるから本篇に於ては陳述を見合はすことゝする」「なほ朝鮮では、箕子・衛満朝鮮の前に、今から四千年前、即ち支那でいへば堯と同じ時代に、檀君といふ神人が、始めて半島に国を建てて朝鮮といひ、平壌に都したといふ伝説もある。これを檀君朝鮮と称する。この伝説は、今から六百五十年程前、高麗の僧一然の撰つた三国遺事に記録されてあるが、正史には見えて居らぬ」として、李氏朝鮮の儒学者である李栗谷、李星湖、安鼎福、韓致大淵、尹廷琦による檀君否定を朝鮮社会における社会通念ととらえた。
稲葉岩吉は、「崔六堂君の近業に係る東亜日報所載の檀君論は、…わたくしの先年認めた檀君に関した一節もその引合に出されている。わたくしとしては、あの当時の考へを今も訂正する必要は感じてゐないけれども、何程か補足して置きたいと思ふ。（安鼎福が編纂した『三国遺事』）によれば、朱蒙即ち高句麗の始祖東明王は、檀君の子であるといふことになるのである。三国史記にも何にも見あたらない。…しかしこれは新羅系の全盛時代では受入れらるゝ性質の記事ではないと思ふ。新羅は、…凡て天降姓であつた。檀君の子孫であるとの説話を伝へてゐないのみならず、高句麗即ち扶余系とは、全く別種の選民だといふ信念がたかまつてゐるからである。…新羅系の天降姓と檀君説話を調和することは、かなり艱難でなければならぬが、それにもまして問題視すべきは、これまでの鮮内の巨室名門のすべては、その祖先を支那本部の名族に託してゐる。今の鮮姓中に一として漢姓以外のものを見出さぬのも、その思想の影響であらう。檀君説話は構成されても、民族のおのおのの族譜とこれらとの調和は、さらに至難といはざるを得ない。日本にては土姓と客姓との別ありしこと、鮮内と同一であつたが、土姓は客姓を従属たらしめた。朝鮮は、これに反してゐる。新羅ですら、支那古代の少昊金天氏説をかついでゐるではないか」「附庸伝説（箕子伝説）より解放されて、独立した民族信仰の中心伝説（檀君伝説）に驀進しつつある鮮人の今日は、慶賀すべきであるに違いないけれども、伝説は、どこまでも伝説であって歴史では無いということに、理解が無ければならない。伝説には、信仰が多半加味されているから、民族の将来を指示し、その生活を律するには、不足はないとしても、それだけでは、民族成立の由来をすら知ることが出来がたいのみならず、日本国家の一員であるという理解すら持つことが、不可能になる」「いかにしても、三国 - 高句麗・百済・新羅の各々が、特色づけていた開国物語を、檀君伝説の下に並べることは出来ない」「（朝鮮史編修会の）修史は当面の政治に都合のよい様に、曲筆さるゝに決つてゐやう。従来の日本学者の史筆を見るに、政権や国家のためといつたら、随分思ひきつて曲筆してゐるから、今回もお多分に漏れまい。つまり簡抜されて委員となつた人々は政権の爪牙となつて、朝鮮史の真相を抹殺するやうなものだ。現に鮮人間には、彼等が大切に護持してゐる壇君すら、為めに脅威を受けてゐると云つてゐるではないかと、斯いいふやうな非難を加へるものがある。…朝鮮人の常に護持してゐる壇君についての想像も、全く誤解であり、即断である。壇君崇拝は、輓近著しく発達し、殆んど全鮮の空気を圧してゐるのであるが、私の考へを申すと、檀君の史的価値は内外学者の研究に期待さるべき筈のもので、私ども修史に面した急務と云ふべきではない。私どもの立場からすれば、今日の鮮人が壇君を護持し、崇拝の度を加へてゐるといふことが、既に壇君史の一部を構成してゐる歴史であると思ふ。抹殺などは思ひもよらぬことである。たゞ壇君その人が鮮人の言の如く、唐堯虞舜の間、即ち今より四千二百年前に降生したといふ主張を、歴史が無条件にとり入れてよいか、どうかは、一に委員会の審議に待たざるを得ない」「朝鮮の青年党が、その伝来の附庸伝説であつた箕子崇拝から解放せられて、檀君崇拝てふ民族自決の伝説に進みつゝあることの消息は、容易に認め得べきものである。従来は、青年方面のみに限られてゐた傾向といつてもよいのであるが、今日となりては、檀君伝説は、全鮮の空気を圧してゐる。乃ち青年はいふに及ばず、老人党までも、敢て箕子伝説を云々するものが、薄らいで来たやうに感ぜられる」と述べている。
青柳南冥は、｢素盞嗚尊は、…朝鮮王国を開いて、其子五十猛神の御代に、完全なる君主権を有する檀君と為られたのではあるまいか」「内鮮両民族の祖先は、曾て同一の地点に同一の生活を営み、且つ同一の信仰の下に噞喁して居つたことがわかる」「檀君は日本の天降神族と同族であつて、…日韓両地の生民が、同じく天降神族の神話を、朦朧ながら後世に伝説し得たるを悦ばざるを得ない。…現今朝鮮の人々が、檀君神を崇拝することは我祖先諸神の分家の神を崇拝するのであつて、日韓の併合玆に於てか、大に其の意味深宏なるを感ずるのである」とし、檀君と日本神話を同一視している。
黒板勝美は、「檀君・箕子は歴史的人物ではなく神話的のもので、思想的・信仰的に発展したのであるから思想信仰方面から別に研究すべきもの」と述べている。
今西龍は、「高麗の中頃に至り僧徒は本地垂迹説を立て、此仙人と仏菩薩との混一を計らんとせしことあり。此仙人の一つに平壌の守護神王倹仙人あり、平壌の古名王険の険の『阝』を改めて倹とし、人名の如くせり。高麗の中頃恐くば高宗王頃に此王倹仙人に檀君の尊号を奉り檀君王倹と称し、これを朝鮮開国の神人とし、帝釈の子桓雄が妙香山檀樹の下に降下して生みし子にして、朝鮮を開けりとす。思うに高麗が尊奉せし中華の宋は弱くして、高麗は其北狄視する遼・金が蹴起して皇と称し帝と号し、中原に命令し韃靼東真の起るを見たり。高麗自身に於ても其自己が古き文化と悠久なる歴史を有するを見るときは、此蛮夷より起りし大国に対し、多少の自負心なかるべからず。彼等は自国独特の開国の祖を欲するの情ありしなる可し。高麗を継承せりと自称するもの、高句麗は王倹の地たる平壌に都せり。王倹仙人は開国の神人たりとの伝説、恐くば陰陽道者流によりて構成せられしなる可し。其邪熱を醒す栴檀の尊号を有するは疫病除けの効もありし神なる可し。此檀君のことは三国遺事に載せられしを初めとす。…併し檀君伝は高麗の学者文士に少しも顧みられざりしが、李氏朝鮮に入りて此説を採るものあり。世宗の頃より其尊崇起り尹淮が之を書し、徐居正が東国通鑑外紀に収録せしより、此説は上古よりの伝説の如く見做さるゝに至れり。李氏時代となりて檀君の祭祀も国により行はるるに至れり。檀君は神人として、箕子は王者として尊崇せられしが、事大の精神盛なる時代に於ては、箕子は最も尊崇せられたりしも、近年に至りて朝鮮の自主的精神より檀君の崇拝行はれ、朝鮮人は朝鮮の宗教を奉ぜざるべからずとて、大倧教なるもの出でたり。…箕子伝説といひ檀君伝説といひ、其実は如上のものなり」「朝鮮民族は、曽て其民族の祖神を有せしも、其半島に入りて分裂するに及び、此祖神は各国の祖神となりしなるべし。その割拠して相闘争し、長年月を経るに従ひ各国は其祖神を自国の専有として他国の祖神よりも優秀なるものとし、漸次共通祖神たるの性質を失し、加ふるに半島の統一に先ち、外来宗教の勢力熾んなりしと。古伝の失はれざるに先ち記録することなかりしとの為めに、古代神話を失ひ其祖神をも失忘するに至れるものなるべし」「檀君の称号と現存の伝説とは王氏高麗の中期以後に作成せられたるものにして、其主体は古来の地祇なりとするも仏教・道教によりて構成せられしものなり。檀君の称号は道教的称号にして、平壌方面の地祇仙人王倹に附せられしものなり。檀君の系統を古くせんとする厚意を有して調査すれば、仙人王倹は或は楽浪・帯方の漢民族の祀れる神に統を引くものかとも思はれるけれども、然らずして半島の北辺に於て僅に祀を絶たざりし高句麗の解慕漱を祭れるものなるべし。もともと平壌地方に於ける一地祇にすぎずして、広く行はれしものにあらざれども、其縁起の構成が民族の自尊を感じたる時の思想に偶々的中せる為め、書籍にも記載さるゝに至り、其説やゝ行はれたがるが、李朝に至り開国の神人として官撰の史籍の巻首に記載さるゝに至り、其説は全半島に流布し、史的神人として動かすべからざる位置を得るに至れり。然りと雖、檀君は檀君として安置せられしにすぎず、其宗教的信仰が起りたるは現代にあることを論ぜしなり。而して特に注意すべきは檀君は本来、扶余・高句麗・満洲・蒙古等を包括する通古斯族中の扶余の神人にして、今日の朝鮮民族の本体をなす韓種族の神に非ず。彼の父母の一を神とし、他の一を獣類とする伝説は族の神に非ず。彼の父母の一を神とし、他の一を獣類とする伝説は、仏教的装飾や道教的影響に依りては決して生ずるものに非ずして通古斯民族の祖神に特有なるのものなりとす。檀君の全身者たる仙人王倹を楽浪・帯方漢人の祀神に統を引くものに非ずして、高句麗人の祭りし解慕漱なるべしと推定するの外なきは実に此一点にあり。父母のいづれかを獣類とするは、日韓民族の神には見るべからざるものなり」「新羅王国は…其祖神を以て旧新羅人のみの祖神なりとし、之をして韓民族全体の祖神に還原することを知らず。加ふるに仏教の勢力多大にして、信仰上にも異変を生じ、新羅国の滅亡と共に其祖神もまた滅亡せり。韓民族に祖神あることは事実なり。…漢民族の祖神は、韓民族の遠き祖先が祖神となしたるものにあり。而して其名其徳の彷彿として窺ひ知るべきものに新羅の弗矩内あり、任那即ち加羅の夷毗訶あり。弗矩内は漢字訳して赫居世といふ『光を知らす』の義にして、新羅古代の王が奉祀せしものなり」と述べており、檀君神話の起源について歴史的観点から民族および地域の分析をおこない、「檀君は本来、扶余・高句麗・満洲・蒙古等を包括する通古斯族中の扶余の神人にして、今日の朝鮮民族の本体をなす韓種族の神に非ず」と結論づけた。
末松保和は、「普通に箕子、衛満の二朝鮮を合して古朝鮮といふ。ところが、古朝鮮の中には、今一つ数へあげねばならぬものがある。王倹朝鮮これである。王倹は詳しくは壇君王倹といふから、壇君朝鮮とも呼ばれてゐる。箕子・衛満の朝鮮が支那古典籍にあらはれるものであるに対して、この王倹朝鮮は王氏高麗時代後期の文献に始めて見えるものであつて、前二者とは成立の過程を異にし、同日に談ずべきではなく、高麗人自身によつて構成されたものといふ点に意義がある。この古朝鮮＝王倹朝鮮は、年代上では、支那の堯帝と時を同じくする王倹が開国したものであり王倹は御国一千五百年周の武王が箕子を朝鮮に封ずるに及んで退き隠れたとするから、箕子以前即ち最古の古朝鮮となるわけである」「古朝鮮の第一は檀君王倹朝鮮であり、第二は箕子朝鮮であり、第三は衛満朝鮮…その第一の檀君王倹朝鮮は、王氏高麗時代後期の文献に始めて見えるものであつて、文献上の古さは、到底箕子・衛満の両朝鮮と比較すべくもない…檀君朝鮮が、文献上かくも新しきものでありながら、なほかつ私が、古朝鮮の第一に掲げねばならなかつたのは何故であるかといふに、一には、それについて文献の語る年代そのものが、箕・衛二朝鮮の前に置かれてゐるからであり、二には、その伝へ（檀君朝鮮)の思想的規模が、半島開闢の伝説としては、最も広大だからである。かくの如き古さと規模とを有する開闢伝説は、いふまでもなく王氏高麗の『時代の所産』であつて、その後それに加ふるもの出来なかつたのは、かくの如き開闢伝説を不充分とするやうな大きな時代が来なかつたからに外ならぬ。またその前に、かくの如き伝説が生まれなかつたのは、かかる伝説を必要とする時代がなかつたからである。即ち王氏高麗時代に先行した新羅の一統時代には、三国の一たる古新羅の、開闢開国の伝説を奉じて満足し、また三国時代には、新羅をはじめ、高句麗・百済、それぞれに開闢伝説を持つて居たが、何れもかの箕・衛両朝鮮より古く時代を指示するものがなかつた。このことは重要な意義を持つてゐる｣と指摘している。